# Archspire
Archspire ist eine kanadische Progressive- und Technical-Death-Metal-Band aus Vancouver, die im Jahr 2009 unter dem Namen Defenestrated gegründet wurde.

## Geschichte
Nachdem die Band im Jahr 2007 unter dem Namen Defenestrated gegründet wurde, benannte sie sich nach mehreren Besetzungswechseln im Jahr 2009 in Archspire um. Im Jahr 2011 erschien das Debütalbum All Shall Align. Der Tonträger wurde in den The Hive Studios unter der Leitung des Produzenten Stuart McKillop aufgenommen. Im selben Jahr spielte die Band unter anderem zusammen mit Decapitated, Aborted, Fleshgod Apocalypse und Cyanide Serenity in Essen. Im April 2014 erschien das zweite Album The Lucid Collective über Season of Mist, worauf die Band aus dem Bassisten Jaron Evil, dem Schlagzeuger Spencer Prewett, den Gitarristen Dean Lamb und Tobi Morelli und dem Sänger Oli Peters bestand.

## Stil
Laut Sebastian Schilling vom Rock Hard spiele die Band Progressive Death Metal. Laut des Schlagzeugers Spencer Prewett im Interview mit Schilling sei „The Lucid Collective“ „eine Vereinigung der vom Verstand geleiteten Wesen des Universums“ welche „über das luzide, bewusste Träumen einen gemeinsamen Verstand geschaffen [haben], um zusammen eine neue Realität zu formen, die ohne Zwänge des linearen Zeitverlaufs bestehen kann, so dass jegliche Existenzen gleichzeitig bestehen können, ganz gleich ob lebendig, tot oder träumend“. Das Motiv des Albums sei die Frage, ob der menschliche Verstand diese Tatsache aushalten und verstehen könne. Die Texte würden meist von Oli Peters kommen. Laut Toh Hong Rui von heavymetaltribune.com spiele die Band Technical Death Metal und habe sich auf The Lucid Collective im Vergleich zum Vorgänger gesteigert. Der Stil der E-Gitarren erinnere an Bands wie Necrophagist, Origin und Spawn of Possession, während die Lieder in ihren aggressiveren Momenten wie Hour of Penance oder Decapitated klinge.

## Diskografie
- 2011: All Shall Align (Album, Trendkill Recordings)
- 2014: The Lucid Collective (Album, Season of Mist)
- 2017: Relentless Mutation (Album, Season of Mist)
- 2021: Bleed the Future (Album, Season of Mist)

## Sonstiges
Zwei ehemalige Studenten des Berklee College of Music haben eine künstliche Intelligenz mit der Musik von Archspire angelernt und betreiben seit dem 24. März 2019 einen von dieser KI generierten, endlosen Musik-Stream mit stilistisch sehr ähnlicher Musik auf YouTube.
Original-Lineup Drummer Spencer Prewett verlässt nach langjähriger Karriere mit Archspire die Band im September 2024.